# Jan Stasiak
Jan Stasiak (ur. 23 maja 1905 we wsi Redecz Kalny, zm. 17 stycznia 1945 w Radogoszczu) – starszy sierżant piechoty Wojska Polskiego, członek ruchu oporu w okresie okupacji niemieckiej, zastępca komendanta Rejonu Brześć Kujawski AK, komendant Rejonu Lubraniec AK.

## Życiorys
Urodził się jako syn Józefa i Katarzyny z Sołtysińskich, którzy związek małżeński zawarli 23 stycznia 1898 r. w Niegibalicach (parafia Bytoń). Jego rodzeństwem byli: Stanisława (ur. 22 marca 1901 r.), Józef (ur. 31 lipca 1902 r., zm. 31 marca 1903 r.), Zofia (ur. 26 stycznia 1904 r.), Elżbieta (ur. 12 marca 1907 r.) i Marianna (ur. 16 kwietnia 1908 r.).
W roku 1925 został powołany do odbycia zasadniczej służby wojskowej i wcielony do 14 pułku piechoty z Włocławka. Następnie kontynuował karierę wojskową w tym pułku jako podoficer zawodowy. Rozkazem dowództwa 14 pp z dnia 1 kwietnia 1932 r. plutonowy Jan Stasiak został przydzielony na okres letni 1932 roku do plutonu pionierów. W tym samym roku pluton pionierów 14 pułku piechoty zajął pierwsze miejsce w dywizyjnych zawodach pionierskich 4 Dywizji Piechoty. Na mocy rozkazu dowództwa 14 pp z dnia 1 września 1933 r. ponownie przydzielono go do plutonu pionierów. W toku dalszej służby awansował do stopnia sierżanta, a potem starszego sierżanta.
Po kampanii wrześniowej powrócił do Włocławka i zaangażował się w działalność konspiracyjną. Od 1942 r. był zastępcą komendanta Rejonu Brześć Kujawski w Obwodzie Włocławek Inspektoratu ZWZ-AK Włocławek. Stanowisko komendanta rejonu zajmował wówczas ppor. rez. Kazimierz Wróbel. Starszy sierżant Jan Stasiak używał pseudonimów „Stach” i „Sojak” i pozostawał w tym czasie pracownikiem cukrowni w Brześciu Kujawskim. Był jednym z organizatorów struktur Związku Walki Zbrojnej i Armii Krajowej na terenie gminy Lubraniec. 
Aresztowany w czerwcu 1944 roku we Włocławku, podczas dużej akcji Gestapo wymierzonej przeciwko włocławskiemu podziemiu. Dnia 7 sierpnia 1944 r. przywieziony do więzienia w Radogoszczu. W dniu 24 grudnia tr. przeniesiony na izbę chorych (sala III). Zamordowany wraz z pozostałymi więźniami (około 1500 osób) w nocy z 17 na 18 stycznia 1945 roku. Jest jedną z zaledwie 28 rozpoznanych ofiar tej masakry. Pochowany w imiennym grobie na cmentarzu Św. Rocha w Łodzi – Radogoszczu. Grób nie zachował się. 
Postanowieniem Sądu Grodzkiego we Włocławku z 17 grudnia 1947 r. stwierdzono zgon Jana Stasiaka i ustalono datę jego śmierci na dzień 17 stycznia 1945 roku. 

## Rodzina
Przed 1932 rokiem zawarł związek małżeński z Marianną Rygiewicz (córką Jana i Marianny) - urodzoną 18 lutego 1905 r. w Aleksandrowie Kujawskim i zmarłą we Włocławku dnia 15 sierpnia 1988 roku. Z ich związku w dniu 2 lutego 1932 r. narodził się we Włocławku syn Piotr Marian (zmarł tamże w dniu 11 stycznia 1998 r.).